# Троглодиты (фильм)
«Троглодиты» (англ. Teenage Caveman) — американский научно-фантастический фильм ужасов 2002 года, режиссёром фильма выступил Ларри Кларк. Фильм является типичным представителем жанра категории B. 
Фильм вызвал смешанные, преимущественно невысокие отзывы у кинокритиков.

## Сюжет
В будущем подавляющее большинство человечества погибло из-за вирусной эпидемии. Остальные люди вернулись к примитивному племенному строю и стали троглодитами. Всеми управляет Шаман, который навязывает своим подчинённым чувство вины и ведёт религиозные проповеди, но втайне совращает девушек из своего племени. С этим не хочет мириться Дэвид, сын Шамана. Он учит своих друзей грамоте и прививает демократические ценности.
Шаман пытается изнасиловать Сару, возлюбленную Дэвида, и тот убивает своего отца. Друзья спасают Дэвида от смерти и вместе с ним уходят искать лучшей жизни. В конце концов они натыкаются на цивилизованный городок, работающий на солнечной энергии, в котором живут всего два человека, Нил и Джудит. Они генетически модифицированы, чтобы пережить все болезни. Команда Дэвида находит в их убежище комфортное место для проживания. Однако Нил и Джудит лишь на первый взгляд оказываются гостеприимными хозяевами, и у них на новых поселенцев совсем другие планы.

## В ролях
- Эндрю Киган
- Тара Субкофф
- Тиффани Лимос
- Кристал Селеста Грант